# Municipio de Hayfield (Pensilvania)
El municipio de Hayfield (en inglés: Hayfield Township) es un municipio ubicado en el condado de Crawford en el estado estadounidense de Pensilvania. En el año 2000 tenía una población de 3.092 habitantes y una densidad poblacional de 31 personas por km².

## Geografía
El municipio de Hayfield se encuentra ubicado en las coordenadas 41°45′06″N 80°15′59″O / 41.75167, -80.26639.

## Demografía
Según la Oficina del Censo en 2000 los ingresos medios por hogar en la localidad eran de $39,702 y los ingresos medios por familia eran de $45,871. Los hombres tenían unos ingresos medios de $36,473 frente a los $21,739 para las mujeres. La renta per cápita de la localidad era de $16,973. Alrededor del 6,6% de la población estaba por debajo del umbral de pobreza.